# Чулошненский сельсовет
Чулошненский сельсовет — упразднённые административно-территориальная единица и муниципальное образование со статусом сельского поселения в составе Половинского района Курганской области.
Административный центр — село Чулошное.

## История
В соответствии с Законом Курганской области от 6 июля 2004 года № 419 сельсовет наделён статусом сельского поселения.
Законом Курганской области от 20 сентября 2018 года N 103, в состав Половинского сельсовета были включены все населённые пункты упразднённых Менщиковского, Новобайдарского, Хлуповского и Чулошненского сельсоветов.

## Население
| 1989 | 2002 | 2004 | 2010 | 2012 | 2013 | 2014 |
| ---- | ---- | ---- | ---- | ---- | ---- | ---- |
| 905  | ↘819 | ↘811 | ↘543 | ↘523 | ↘514 | ↘476 |
| 2015 | 2016 | 2017 | 2018 | 2019 |      |      |
| ↘427 | ↘406 | ↘376 | ↗383 | ↘358 |      |      |

## Состав сельского поселения
| № | Населённый пункт | Тип населённого пункта       | Население |
| - | ---------------- | ---------------------------- | --------- |
| 1 | Новая Украинка   | деревня                      | ↘68       |
| 2 | Успенка          | деревня                      | ↘97       |
| 3 | Чулошное         | село, административный центр | ↘378      |